# Petăr Kirov
Petăr Kirov (in bulgaro Петър Киров?; Kalchevo, 17 settembre 1942) è un ex lottatore bulgaro specializzato nella lotta greco-romana, di cui è stato campione olimpico in due diverse edizioni dei Giochi.

## Carriera
Alle Olimpiadi di Città del Messico 1968, ha vinto la medaglia d'oro nei pesi mosca (fino a 52 kg.), davanti al lottatore sovietico Vladimir Bakulin (argento) e al cecoslovacco Miroslav Zeman (bronzo). Quattro anni dopo, alle Olimpiadi di Monaco 1972, ha vinto nuovamente la medaglia d'oro nella stessa categoria.
Ha partecipato, sempre nei pesi mosca, anche alle Olimpiadi di Montreal 1976, ritirandosi nei turni eliminatori.
È stato tre volte campione del mondo nel 1970, 1971 e 1974, ed ha vinto quattro titoli europei nel 1967, 1970, 1974 e 1976. Sempre ai Campionati europei, ha vinto anche una medaglia d'argento nel 1968 ed una medaglia di bronzo nel 1972.

## Palmarès
- Giochi olimpici

Città del Messico 1968: oro nella lotta greco-romana pesi mosca
Monaco di Baviera 1972: oro nella lotta greco-romana pesi mosca
- Campionati del mondo di lotta

Edmonton 1970: oro nella lotta greco-romana pesi mosca;
Sofia 1971: oro nella lotta greco-romana pesi mosca;
Katowice 1974: oro nella lotta greco-romana pesi mosca;
Campionati europei di lotta
1967: oro nella lotta greco-romana pesi mosca;
1968: argento nella lotta greco-romana pesi mosca;
1970: oro nella lotta greco-romana pesi mosca;
1972: bronzo nella lotta greco-romana pesi mosca;
1974: oro nella lotta greco-romana pesi mosca;
1976: oro nella lotta greco-romana pesi mosca;